# Fatta e rifatta
Fatta e rifatta è un brano musicale della cantante italiana Sabrina Salerno, pubblicato come singolo nel 1996 dall'etichetta discografica Plastika.

## Il brano
Prodotto da Massimo Riva ed Enrico Monti, il brano è il primo singolo estratto dall'album Maschio dove sei, primo album di Sabrina cantato interamente in italiano, con il quale la cantante si ripresenta al pubblico, proponendo un genere diverso rispetto al passato, più orientato verso il pop rock.
Il brano tratta, come suggerisce il titolo, della chirurgia estetica riferita al seno, alla quale la cantante è sempre stata favorevole.